# لیدی (شیطان هم می‌گرید)
لیدی (ژاپنی: レディ هپبورن: Redi) نام هنگام تولد مری، یکی از شخصیت‌های ساختگی در مجموعه بازی‌های اکشن-ماجراجویی و هک اند اسلش شیطان هم می‌گرید است، که توسط شرکت ژاپنی کپ‌کام ساخته و منتشر شده است. او برای نخستین بار در سال ۲۰۰۵ و در نسخهٔ شیطان هم می‌گرید ۳: بیداری دانته به عنوان یک شکارچی شیاطین کارمزدی در مأموریتی برای انتقام مرگ مادرش به دست پدرش آرکهام معرفی شد. او همچنین به عنوان شخصیت قابل بازی در عنوان شیطان هم می‌گرید: ۴ نسخه ویژه (۲۰۱۵) حضور دارد. از مان معرفی، لیدی در مجموعه انیمه و مانگاهای مختلفی ظاهر شده است، و از دانته، شخصیت اصلی این سری حمایت می‌کند. او همچنین در شیطان هم می‌گرید ۵ حضور دارد، اما غیرقابل کنترل است. لیدی در اجرای حرکات آکروباتیک و نبردهای نزدیک با سلاح مهارت بالایی دارد. او همچنین سلاحی منحصر به فرد که به عنوان امضای او محسوب می‌شود با خود حمل می‌کند: کالینا ان، یک موشک‌انداز سفارشی‌سازی شده شبیه به MANPADS.
این شخصیت توسط بینگو موریهاشی همراه با دو طراح دیگر ایجاد شده است. شکل ظاهری لیدی با الهام از خواننده روسی یولیا ولکوا طراحی شده‌بود، و به‌طور خاص با چندین ویژگی طراحی شده‌بود تا او را از سایر شخصیت‌های این مجموعه متمایز کند. در حالی که لیدی نقشی اساسی در شیطان هم می‌گرید ۴ (۲۰۰۸) ایفا نمی‌کند، طراحی او برای این بازی برای جذابیت بیشتر بازسازی شد، زیرا نسخهٔ چهارم تقریباً یک دهه پس از معرفی وی در قسمت سوم دنبال می‌شود که او زیر سن قانونی بوده است. بازیگران متعددی کار صداپیشگی او را در حضورهای مختلفش بر عهده داشتند، که از جمله می‌توان به کاری والگرن و کیت هیگینس اشاره کرد، در حالی که فومیکو اوریکاسا صداپیشگی این شخصیت را در نسخه‌های ژاپنی بازی بر عهده دارد.
واکنش‌های منتقدین نسبت به شخصیت لیدی مثبت هستند. ناشرهای مختلف بازی‌های ویدئویی نقش او را در داستان کلی فرنچایز پسندیده‌اند و او را به عنوان یک شخصیت قابل بازی در شیطان هم می‌گرید: ۴ نسخه ویژه همراه با حرکات منحصر به فردش تحسین کردند.

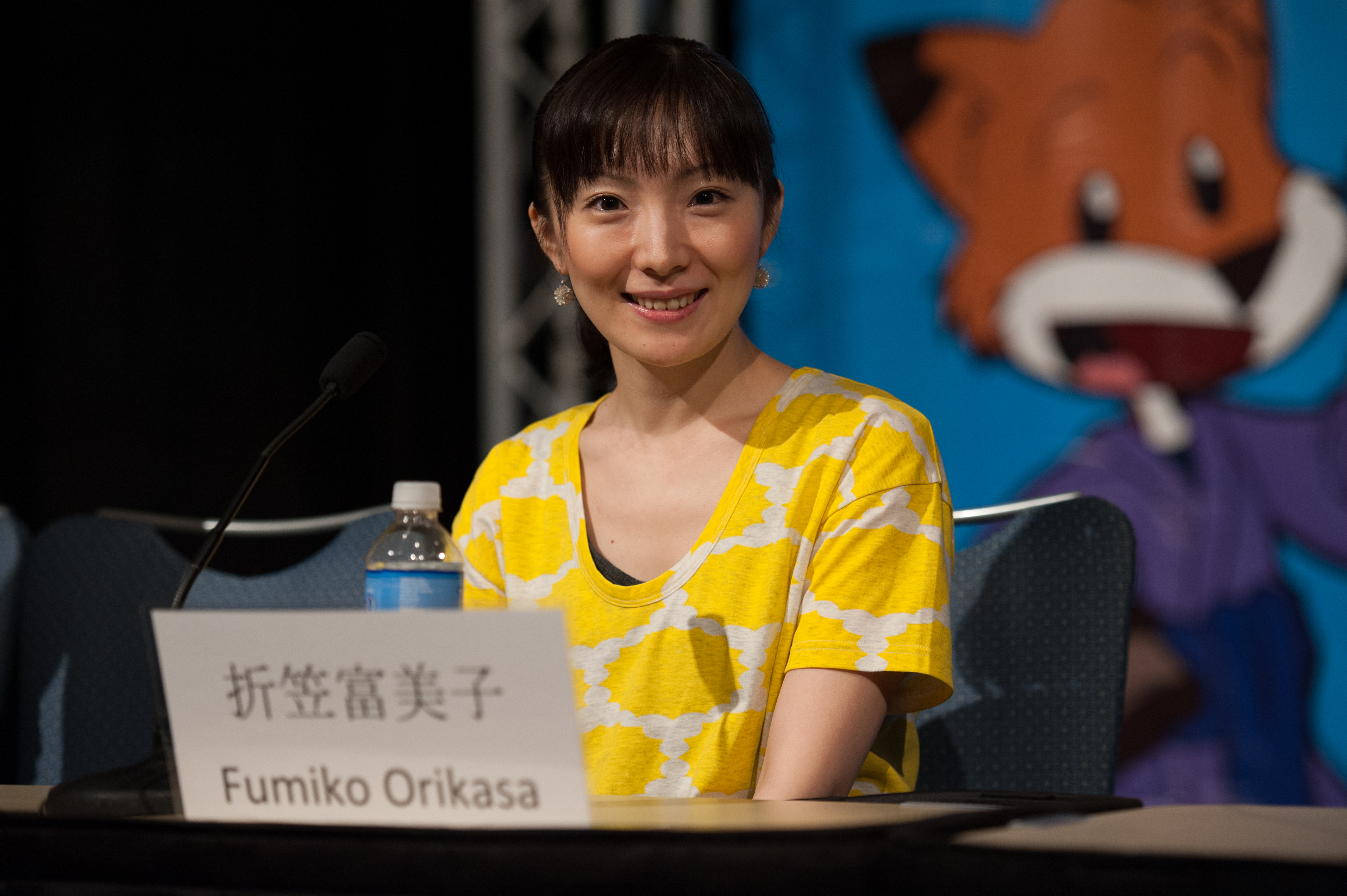
فومیکو اوریکاسا صداپیشگی لیدی را در نسخه‌های ژاپنی عهده‌دار است.